# Лугова (Шатровський район)
Лугова́ (рос. Луговая) — присілок у складі Шатровського району Курганської області, Росія. Входить до складу Самохваловської сільської ради.
Населення — 7 осіб (2010, 3 у 2002).
Національний склад станом на 2002 рік: росіяни — 100 %.
Стара назва — Чорна.